# Olbrachcice (Silésie)
Pour les articles homonymes, voir Olbrachcice.
Olbrachcice est une localité polonaise de la gmina de Dąbrowa Zielona, située dans le powiat de Częstochowa en voïvodie de Silésie.